# Roger Carew
Roger Carew (* nach 1528; † 14. Dezember 1590 in Brightlingsea) war ein englischer Politiker, der einmal als Abgeordneter für das House of Commons gewählt wurde.

## Herkunft
Roger Carew entstammte einem Zweig der Familie Carew, die im 16. Jahrhundert vor allem in Südwestengland mehrere Güter besaß, aber in mehrere Zweige unterteilt war. Seine genaue Herkunft kann nicht geklärt werden, da Mitglieder der verschiedenen Familienzweige häufig die gleichen Namen trugen. Vermutlich war Roger Carew der zweite oder dritte Sohn von Sir Wymond Carew und dessen Frau Martha Denny aus Antony. Damit wäre Thomas Carew sein älterer Bruder gewesen.

## Leben
Roger Carew gehörte zu den ersten Studenten, die ab 1546 am neu gegründeten Trinity College in Cambridge studierten. 1551 erhielt er eine juristische Ausbildung am Gray’s Inn in London. Nach seinem Studium reiste Carew mit seinem mutmaßlichen jüngeren Bruder Matthew Carew zum Studium ins Ausland. Im April 1554 waren sie in Padua, wo sie Sir Thomas Hoby und Thomas Wroth trafen. Wohl erst 1559 kehrte Roger Carew nach England zurück, während sein Bruder noch weiter im Ausland studierte. Er übernahm Ende 1559 das Amt eines Steuereinnehmers in Bedfordshire und Buckinghamshire, dieses Amt erhielt er im März 1565 erneut. Als Gehalt erhielt er jährlich £ 30, dazu 1 % der abgelieferten Steuergelder.
Durch seine erste Ehe mit Alice Stanford erwarb Carew nach 1558 das Gut von Monken Hadley in Middlesex, das jedoch teils auch in Hertfordshire lag. Deshalb diente er ab etwa 1561 in beiden Counties als Friedensrichter. Da er am nördlichen Rand von Middlesex wohnte, übernahm er keine Aufgaben im südlichen Teil des Countys, was 1564 zu Beschwerden führte. Wohl durch den Einfluss von Robert Wroth, dessen Vater er in Padua kennengelernt hatte, wurde Carew 1563 als Abgeordneter für das Borough St Albans gewählt. 1565 wurde er einer der ersten Gouverneure der Highgate School. Anfang 1566 befehligte Carew als Hauptmann 50 Soldaten in Berwick. Am 8. März wurde er zum Kurier bestimmt, der Briefe der englischen Königin Elisabeth I. zur schottischen Regierung brachte. Eine Woche später kehrte er mit dem Antwortschreiben der Schotten zurück, das er dem Earl of Bedford übergab. Vor März 1572 legte Carew sein Amt als Offizier nieder, worauf er eine tägliche Pension von zwei Shilling erhielt. Wenig später erhielt er von der Königin eine weitere Pension von drei Shilling und vier Pence pro Tag, die offenbar bis zu seinem Tod gezahlt wurde. Dazu erhielt er im Mai 1564 Rokeles bei Watton in Norfolk als Lehen. Nach dem Tod seiner ersten Frau fiel Hadley an deren Erben. 1567 erwarb Carew stattdessen das Gut von Brightlingsea in Essex, das offenbar sein Hauptwohnsitz wurde. Bei den Wahlen von 1571 kandidierte Carew nicht mehr, auch danach übernahm er offenbar keine weiteren Ämter.

## Ehe und Nachkommen
In erster Ehe hatte Carew Alice, die Witwe von Sir William Stanford († 1558) und Tochter von John Palmer aus Middlesex geheiratet. Die Ehe blieb kinderlos. Nach dem Tod seiner ersten Frau hatte Carew nach November 1573 Margaret geheiratet, mit der er zwei Söhne und eine Tochter hatte:
- Anthony
- Matthew
- Joyce

Da sein ältester Sohn bei seinem Tod erst fünf Jahre alt war, übernahm seine Witwe die Verwaltung seiner Besitzungen in Norfolk und Essex.